# Olha Szałahina

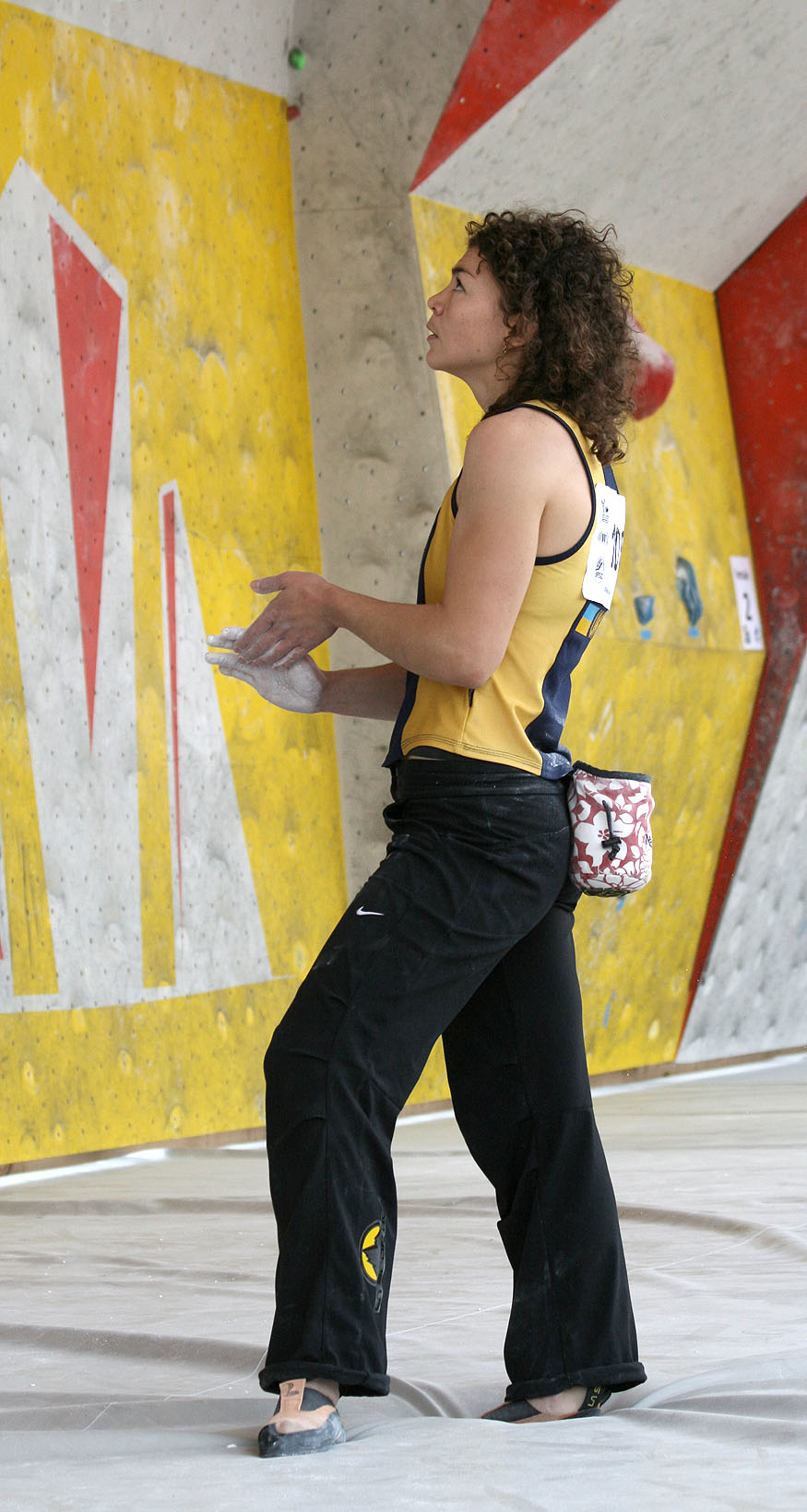
Puchar Świata 2010 (Wiedeń). Olha Szałahina przy ścianie w boulderingu

Olha Wasyliwna Szałahina (ukr. Ольга Василівна Шалагіна; ur. 12 kwietnia 1983 w Odessie) – ukraińska wspinaczka sportowa. Specjalizowała się w boulderingu, prowadzeniu oraz we wspinaczce klasycznej. Mistrzyni świata we wspinaczce sportowej w konkurencji boulderingu w roku 2005. Wicemistrzyni Europy z roku 2007.

## Kariera sportowa
W zawodach wspinaczkowych, które odbyły się na mistrzostwach świata w Monachium w 2005 zdobyła złoty medal w konkurencji boulderingu, a w chińskim Xining w 2009 wywalczyła srebrny medal mistrzostw świata.
Na mistrzostwach Europy w Birmingham w 2007 zdobyła srebrny medal, a w Innsbrucku w 2010 roku brązowy we wspinaczce sportowej w konkurencji boulderingu.
Wielokrotna uczestniczka, medalistka zawodów Rock Master we włoskim] Arco, gdzie zdobyła srebrne medale w boulderingu w 2006 oraz w 2010 roku.

## Osiągnięcia

### Mistrzostwa świata
| Konkurencje | 2001 | 2003 | 2005 | 2007 | 2009 | 2011 | 2012  | 2014  |
| Bouldering  | —    | 8    | 1    | 15   | 2    | 14   | 27-28 | 29-30 |
| Prowadzenie | 16   | 10   | 4    | —    | —    | 19   | 20    | —     |

### Mistrzostwa Europy
| Konkurencje | 2000 | 2002 | 2004 | 2006 | 2007 | 2008 | 2010 | 2013 |
| Bouldering  | —    | 8    | 5    | —    | 2    | —    | 3    | 9    |
| Prowadzenie | 9    | 17   | 11   | 4    | —    | 10   | 6    | 27   |

### Rock Master
| Konkurencje | 2005 | 2006 | 2007 | 2008 | 2009 | 2010 |
| Bouldering  | —    | 2    | 3    | —    | 5    | 2    |
| Prowadzenie | 3    | —    | —    | 5    | —    | —    |